# Municipio de Polk (condado de Benton)
El municipio de Polk (en inglés: Polk Township) es uno de los veinte municipios ubicados en el condado de Benton en el estado estadounidense de Iowa. En el año 2000 el municipio tenía una población de 1803 habitantes y una densidad poblacional de 15,3 personas por km². El territorio del municipio incluye al de la ciudad de Urbana; al de las ciudades no incorporadas de Cheney y Spencers Grove; y al de la ciudad extinta (abandonada) de Manatheka.

## Geografía
El municipio de Polk se encuentra ubicado en las coordenadas 42°14′36″N 91°53′25″O / 42.24333, -91.89028.